# Usha Vance
Usha Vance, née Usha Chilukuri le 6 janvier 1986 à San Diego (Californie), est une avocate américaine. 
Elle est l'actuelle Deuxième dame des États-Unis, en tant qu'épouse de J. D. Vance, sénateur américain républicain de l'Ohio au Congrès des États-Unis de 2023 jusqu'en 2024, puis vice-président des États-Unis à compter du 20 janvier 2025, après son élection comme colistier du président Donald Trump. Elle est la première femme d'origine indienne et de confession hindoue à occuper cette fonction.

## Biographie
Usha Bala Chilukuri naît à San Diego, en Californie, et est élevée à Rancho Peñasquitos, dans la banlieue de  San Diego en Californie. Elle est la fille de Krish et Lakshmi Chilukuri, immigrés hindous indiens de langue télougoue, tous deux enseignants,. Originaires de l'État de l'Andhra Pradesh, ses parents ont émigré aux États-Unis en 1980. Ses amis d'enfance la décrivent comme une « leader » et une « dévoreuse de livres ».

### Éducation
Usha Chilukuri étudie à l'université Yale, où elle obtient un diplôme de premier cycle summa cum laude en histoire, avec appartenance à la Phi Beta Kappa. Elle poursuit ensuite ses études à Clare College, à l'université de Cambridge, en Angleterre, en tant que boursière Gates Cambridge et obtient un Master of Philosophy en histoire moderne en 2010. En 2013, elle obtient son Juris Doctor à la faculté de droit de Yale, où elle est rédactrice en chef du développement exécutif du Yale Law Journal et rédactrice en chef du Yale Journal of Law & Technology.
Pendant ses études à la Yale Law School, elle rencontre son futur mari J. D. Vance, une relation encouragée par leur professeur Amy Chua. En 2013, Chilukuri et Vance collaborent pour organiser un groupe de discussion à Yale axé sur le thème du « déclin social dans l'Amérique blanche ».

### Carrière
De 2014 à 2015, Usha Vance est assistante de justice pour Brett Kavanaugh, alors juge à la cour d'appel du circuit du district de Columbia, puis de 2017 à 2018 pour le juge en chef de la Cour suprême des États-Unis, John Roberts. Elle est admise au barreau de Washington D.C. en mai 2019 et travaille pour le cabinet d'avocats Munger, Tolles & Olson (en) jusqu'en juillet 2024.
Elle siège au conseil d'administration de l'Association des anciens de Gates Cambridge et est secrétaire du conseil de l'Orchestre symphonique de Cincinnati[réf. nécessaire].
Après la nomination de son époux par Donald Trump comme colistier pour l'élection présidentielle de 2024, Usha Vance annonce sa démission de Munger, Tolles & Olson pour se consacrer à sa famille.

### Deuxième dame des États-Unis
Après l'investiture de son époux J. D. Vance comme vice-président des États-Unis aux côtés de Donald Trump, à la suite de leur victoire lors du scrutin présidentiel, Usha Vance devient Deuxième dame des États-Unis, à compter du 20 janvier 2025.

### Vie privée
Usha Chilukuri et James David Vance se marient en 2014, au Kentucky, dans le cadre d'une cérémonie de mariage interconfessionnelle. Ils ont trois enfants : Ewan (né en 2017), Vivek (né en 2020) et Mirabel (née en 2021). Elle pratique l'hindouisme et son mari, d'éducation évangélique, est depuis 2019 catholique romain. Elle est végétarienne.
En 2014, Usha Chilukuri est enregistrée comme électrice démocrate. Par la suite, elle vote lors des primaires républicaines aux élections de 2022.

## Dans la culture
Dans le film Une ode américaine sorti en 2020 et basé sur les mémoires de son mari intitulés Hillbilly Élégie, elle est incarnée par l'actrice Freida Pinto.